# Albina Africano
Albina Assis Africano (* 3. Juni 1945 in Luanda, Portugiesisch-Angola) ist eine angolanische Chemikerin und Politikerin.

## Leben

### Ausbildung
Albina Assis Africano wurde am 3. Juni 1945 in Luanda, der Hauptstadt der portugiesischen Kolonie Angola geboren. Africano absolvierte ihre Schulausbildung am Instituto Industrial in der Kolonialhauptstadt.
1972, noch vor der 1975 erreichten Unabhängigkeit Angolas, begann Africano in Luanda zu studieren. Sie absolvierte ihren BA in Chemiewissenschaften an der Universidade Agostinho Neto mit Abschluss 1982. Nach diesem Studium beschloss sie sich weiterhin auf die Wissenschaften der Ölproduktion zu spezialisieren und hatte unter anderem Aufenthalte in Antwerpen (1984), am Institut für Ölwissenschaften in Frankreich (1987), ein Praktikum bei Lindsey im Vereinigten Königreich (1988) und am College of Pretroleum and Energy Studies in Oxford (1989).

### Beruflicher Werdegang
Parallel zu ihrer akademischen Ausbildung und ihrer Spezialisierung arbeitete Africano an verschiedensten Positionen des angolanischen Staates. Nach ihrer Schulausbildung arbeitete sie zunächst als Lehrerin (1968–75), bis sie nach der Unabhängigkeit Angolas die Leitung des Nationallabors für chemischen Analysen (Laboratório Nacional de Analises Químicas) und diese bis 1983 innehatte.
Daraufhin wechselte sie zur Ölförderung Fina-Angola, wo sie für zwei Jahre als Chemikerin arbeitete, bevor sie zur Abteilungsleiterin bei der Fina-Raffinerie in Angola befördert wurde (1985–91). Von August 1991 bis Dezember 1992 war sie Vorsitzende des Verwaltungsrates des staatlichen Ölproduzenten Sonangol. Im Dezember 1992 wechselte sie in die angolanische Regierung, wo sie das Ressort für Ölangelegenheiten bis 1999 leitete. Von 1999 bis 2000 war sie Industrieministerin.
Seitdem ist sie spezielle Beraterin des Präsidenten für regionale Angelegenheiten. Heute ist sie Vorsitzende der angolanischen Lebensmittelbank (Banco Alimentar de Angola).

### Auszeichnungen
Im Jahr 2015 erhielt Mello den Prémio Feminina – ein Preis für herausragende Leistungen portugiesischsprachiger Frauen. Die Auszeichnung wird von der portugiesischen Matriz Portuguesa vergeben.